# Mimosa stipularis
Mimosa stipularis är en ärtväxtart som beskrevs av George Bentham. Mimosa stipularis ingår i släktet mimosor, och familjen ärtväxter. Inga underarter finns listade i Catalogue of Life.